# Gefahrstoffverordnung
Die Gefahrstoffverordnung (GefStoffV) ist eine deutsche Verordnung zum Schutz vor gefährlichen Stoffen im deutschen Arbeitsschutz. Die Verordnungsermächtigung ist im Chemikaliengesetz (ChemG) enthalten. Seit 2005 ist auch das Arbeitsschutzgesetz gesetzliche Grundlage für die GefStoffV.

## Geschichte
Die Gefahrstoffverordnung wurde 1983 erarbeitet und 1986 als Verordnung über gefährliche Stoffe erstmals erlassen. Seitdem ist sie mehrmals geändert worden:
- 1993 durch den Erlass einer eigenständigen Chemikalien-Verbotsverordnung, durch die das Inverkehrbringen von gefährlichen Stoffen, Zubereitungen und Erzeugnisse zukünftig geregelt wird.
- 1999 durch die Einführung der gleitenden Verweistechnik für EG-Binnenmarktrichtlinien.
- 2005 trat mit der Gefahrstoffverordnung vom 29. Dezember 2004 eine grundlegend überarbeitete Neufassung in Kraft, mit der die EG-Richtlinie 98/24/EG umgesetzt wurde.
- 2010: Am 1. Dezember 2010 trat eine weitere Neufassung der GefStoffV in Kraft,[8][9] mit der sie an die REACH- und die CLP-Verordnung angepasst wurde; durch deren nach und nach in Kraft getretenen Bestimmungen mit unmittelbarer Wirkung für die EU waren viele bisherige nationale Regelungen überflüssig geworden. Auf die von der CLP-Verordnung vorgesehenen Begriffe wie beispielsweise „Gefahrenklasse“, „Gefahrenkategorie“ oder „Signalwort“ wurde noch nicht Bezug genommen.[10]
- 2016: Am 18. November 2016 ist die Verordnung zur Umsetzung der Richtlinie 2014/27/EU und zur Änderung von Arbeitsschutzverordnungen im Bundesgesetzblatt verkündet worden. Artikel 1 änderte die Gefahrstoffverordnung. Diese Verordnung trat am 19. November 2016 in Kraft.

Bei der Gefährdungsbeurteilung sind Gefährdungen
- durch physikalisch-chemische Eigenschaften (insbesondere Brand- und Explosionsgefahren)
- durch toxische Eigenschaften und
- durch besondere Eigenschaften im Zusammenhang mit bestimmten Tätigkeiten

unabhängig voneinander zu beurteilen.

## Die Maßnahmenpakete
Das Herzstück der Verordnung sind die §§ 6 bis 10. Dort sind die Anforderungen an die Gefährdungsbeurteilung, Grundpflichten und Schutzmaßnahmen in Abhängigkeit von der Gefährdung beschrieben.
Die Paragraphen 7 bis 10 beschreiben konkrete Maßnahmenpakete, die in Abhängigkeit von den auftretenden Gefährdungen bei Tätigkeiten mit Gefahrstoffen umzusetzen sind.
Diese Maßnahmenpakete bauen aufeinander auf:
- § 7 Grundpflichten bei der Durchführung von Schutzmaßnahmen
- § 8 allgemeine Schutzmaßnahmen, die bei geringer Gefährdung und „normaler“ Gefährdung
- § 9 zusätzliche Schutzmaßnahmen bei „erhöhter“ Gefährdung.
- § 10 besondere Schutzmaßnahmen bei Tätigkeiten mit krebserzeugenden, erbgutverändernden und fruchtbarkeitsgefährdenden Gefahrstoffen der Kategorie 1 oder 2.

## Inhalt der Gefahrstoffverordnung

### Erster Abschnitt – Anwendungsbereich und Begriffsbestimmungen

#### Ziele der GefStoffV – § 1 Abs. 1 GefStoffV
Schutz des Menschen und der Umwelt vor schädlichen stoffbedingten Einwirkungen
- Arbeitsschutz (Beschäftigte)
- Umweltschutz (auch: andere Personen als Beschäftigte)
- Verbraucherschutz (Inverkehrbringen)

#### Anwendungsbereich – § 1 GefStoffV
- für alle gefährlichen Stoffe und Gemische im Sinne des § 3a Abs. 1 ChemG und für die, die sonstige chronisch schädigende Eigenschaften besitzen oder die explosionsfähig sind
- Stoffe, Gemische und Erzeugnisse, die nach den Richtlinien 76/769/EWG, 96/59/EG oder Verordnung (EG) Nr. 1272/2008 zusätzlich zu kennzeichnen wären
- Biozid-Produkte, die nicht die Gefährlichkeitsmerkmale aufweisen und biologische Arbeitsstoffe, die als Biozid in Verkehr gebracht werden
- Einschränkungen sind anhand § 1 Abs. 2 bis 5 GefStoffV im Einzelfall zu prüfen: z. B. GefStoffV gilt nicht für biologische Arbeitsstoffe, die Verbote für bestimmte Chemikalien und die Regeln zum Umgang mit Gefahrstoffen gelten nicht Untertage und in Haushalten.
- Im Zweifelsfalle gilt: Ein Arbeitnehmer muss mit einem Gefahrstoff arbeiten oder ein Gefahrstoff muss gewerblich in Verkehr gebracht werden.
- Ausnahmen: Nach § 20 Abs. 1 GefStoffV durch die zuständige Behörde auf schriftlichen Antrag bei ebenso wirksamen Maßnahmen oder bei einer nicht zumutbaren Härte. Nach § 20 Abs. 2 GefStoffV keine Kennzeichnung für das Inverkehrbringen bei geringer Menge ohne Gefährdung und nicht hochentzündlich, explosionsgefährlich, ätzend, Biozid oder CMR-Stoff.

#### Begriffsbestimmung – § 2 GefStoffV
- Tätigkeiten (früher: Umgang) sind „allumfassend“ geregelt (incl. Bedien- und Überwachungstätigkeiten); auch Beförderung (hier: allgemeine Schutzmaßnahmen beachten).
- Arbeitsplatzgrenzwert (AGW) zeitlich gewichtete durchschnittliche Konzentration eines Stoffes in der Luft in Bezug auf einen gegebenen Referenzzeitraum. Er gibt an, bis zu welcher Konzentration eines Stoffs akute oder chronische schädliche Auswirkungen auf die Gesundheit von Beschäftigten im Allgemeinen nicht zu erwarten sind.
- Fachkundig ist, wer zur Ausübung einer in dieser Verordnung bestimmten Aufgabe befähigt ist.
- Sachkundig ist, wer seine bestehende Fachkunde durch Teilnahme an einem behördlich anerkannten Sachkundelehrgang erweitert hat.
- Arbeitgeber ihm steht der Unternehmer ohne Beschäftigte gleich.
- Beschäftigte: ihnen stehen die in Heimarbeit… sowie Schüler, Studenten und sonstige Personen, insbesondere an wissenschaftlichen Einrichtungen Tätige, die Tätigkeiten mit Gefahrstoffen durchführen, gleich.

### Zweiter Abschnitt – Gefahrstoffinformation

#### Gefährlichkeitsmerkmale – § 3 GefStoffV
- der Begriff “Gefahrstoff” aus § 19 ChemG (Ermächtigungsgrundlage)
- gefährliche Stoffe nach § 3a des ChemG; explosionsfähige Stoffe und Gemische; Stoffe und Gemische, bei deren Umgang gefährliche Stoffe entstehen können; sonstige gefährliche chemische Arbeitsstoffe; für Stoffe, Zubereitungen und Erzeugnisse, die Krankheitserreger übertragen.

#### Einstufung, Kennzeichnung und Verpackung – §§ 4, 13, 15-17 ChemG, § 4 GefStoffV
- Einstufen von Stoffen und Gemischen nach CLP-Verordnung, von Biozid-Produkten (biol. Arbeitsstoffe) nach §§ 3 und 4 BiostoffV.
- vorgeschriebene Kennzeichnung (siehe dazu GHS)
- richtige Verpackung,
- ggf. Sicherheitsdatenblatt
- nach dem Stand der Technik herstellen
- Herstellungs- und Verwendungsverbote beachten
- Anmelden

#### Sicherheitsdatenblatt und sonstige Informationspflichten – § 5 GefStoffV
Siehe Hauptartikel Sicherheitsdatenblatt

### Dritter Abschnitt – Gefährdungsbeurteilung und Grundpflichten
- § 6 Gefährdungsbeurteilung
- § 7 Grundpflichten bei der Durchführung von Schutzmaßnahmen

### Vierter Abschnitt – Schutzmaßnahmen
Die Schutzmaßnahmen-Pakete werden mit steigender Gefährdung Schritt für Schritt umfangreicher. Bei geringer und normaler Gefährdung sind neben den in §7 festgelegten Grundpflichten zusätzlich die in § 8 beschriebenen allgemeinen Schutzmaßnahmen zu ergreifen. Bei erhöhter Gefährdung kommen zusätzliche Maßnahmen nach § 9 hinzu. Bei Tätigkeiten mit bestimmten chronisch schädigenden Stoffen sind außerdem besondere Schutzmaßnahmen nach § 10 erforderlich
- § 11 Besondere Schutzmaßnahmen gegen physikalisch-chemische Einwirkungen, insbesondere gegen Brand- und Explosionsgefährdungen
- § 12 Tätigkeiten mit explosionsgefährlichen Stoffen und organischen Peroxiden
- § 13 Betriebsstörungen, Unfälle und Notfälle (Sicherheitsübungen in regelmäßigen Abständen; schnellstmögliche Wiederherstellung des Normalzustandes; Schutzausrüstung; Bereitstellung von Warn- und Kommunikationssystemen zur Anzeige einer erhöhten Gefährdung; Information betriebsfremder Unfall- und Notfalldienste über innerbetriebliche Notfallmaßnahmen.)
- § 14 Unterrichtung und Unterweisung der Beschäftigten. Hierzu gehört die schriftliche Betriebsanweisung in für die Beschäftigten verständlicher Form und Sprache. Die Unterweisung muss mündlich vor Aufnahme der Beschäftigung und danach mindestens jährlich arbeitsplatzbezogen erfolgen. Sie wird ergänzt durch eine Arbeitsmedizinisch-toxikologische Beratung mit Hinweis auf Angebotsuntersuchungen.
Weiterhin ist hier die Pflicht verankert, dass Arbeitgeber ein Verzeichnis über die Beschäftigten zu führen haben, die Tätigkeiten mit krebserzeugenden, erbgutverändernden oder fruchtbarkeitsgefährdenden Gefahrstoffen der Kategorien 1 und 2 (nach neuer Klassifizierung gemäß GHS-Verordnung 1272/2008: 1A und 1B) ausüben und bei ihren Tätigkeiten gefährdet sind (Dokumentationspflicht). Das Verzeichnis muss Angaben zur Dauer und Häufigkeit der Exposition sowie zu deren Höhe enthalten und nach Ende der Exposition 40 Jahre aufbewahrt werden (Archivierungspflicht). Den Beschäftigten ist der sie betreffende Teil des Verzeichnisses nach dem Ausscheiden aus dem Betrieb auszuhändigen (Aushändigungspflicht).[11]
- § 15 Zusammenarbeit verschiedener Firmen. Der Arbeitgeber ist verantwortlich, dass nur Fremdfirmen herangezogen werden, die über die erforderliche Fachkenntnis und Erfahrung verfügen.

### Fünfter Abschnitt

#### Verbote und Beschränkungen
- § 16 Herstellungs- und Verwendungsbeschränkungen durch Verweis auf die EU-weiten nach Verordnung (EG) Nr. 1907/2006 (in Abs. 1), auf weitere nationale Beschränkungen nach Anhang II (in Abs. 2) und in Abs. 3 für Biozide, wobei Verwendungsbeschränkungen für Biozide (anders als die der GefStoffV sonst) ausnahmsweise auch für private Haushalte gelten.
- § 17 Nationale Ausnahmen von Beschränkungen nach der VO (EG) Nr. 1907/2006 (die sogen. REACH-VO).

### Sechster Abschnitt

#### Vollzugsregelungen und Ausschuss für Gefahrstoffe
- § 18 Unterrichtung der Behörde
- § 19 Behördliche Ausnahmen, Anordnungen und Befugnisse
- § 20 Ausschuss für Gefahrstoffe (AGS). Der AGS ermittelt Technische Regeln für Gefahrstoffe (TRGS) und sonstige wissenschaftliche Erkenntnisse nach dem Stand der Technik, Arbeitsmedizin und Arbeitshygiene.

### Siebenter Abschnitt, Ordnungswidrigkeiten und Straftaten
Bußgeldbewehrt oder (je nach Absatz 2 von § 22 und § 24) strafbar sind in Verbindung mit § 26 und § 27 Chemikaliengesetz bestimmte Verstöße gegen 
- (§ 21) Anzeigepflichten, beispielsweise falsche oder fehlende Mitteilung an die Anmeldestelle nach ChemG oder bei Arbeiten mit Asbest, bei Schädlingsbekämpfung und Begasung oder bei Tätigkeiten mit bestimmten Mengen von Ammoniumnitrat,
- (§ 22) Handlungsgebote, beispielsweise kein oder ein falsches Sicherheitsdatenblatt zu haben, oder
- (§ 24) bestimmte Herstellungs- und Verwendungsbeschränkungen nach § 8 Abs. 8 oder § 16.

### Anhänge

#### I, zu § 8 Absatz 8, § 11 Absatz 3, § 15b Absatz 3, § 15c Absatz 2 und 3, § 15d Absatz 1, 3, 4, 6 und 7, § 15f Absatz 2, § 15g Absatz 2
- Brand- und Explosionsgefährdungen
- Partikelförmige Gefahrstoffe
- Biozid-Produkte und Begasung mit Biozid-Produkten oder Pflanzenschutzmitteln
- Ammoniumnitrat

#### II, zu § 16 Abs. 2
mit besonderen Vorschriften für die Gefahrstoffe:
- Nummer 1 Asbest
- Nummer 2 2-Naphthylamin, 4-Aminobiphenyl, Benzidin, 4-Nitrobiphenyl
- Nummer 3 Pentachlorphenol und seine Verbindungen
- Nummer 4 Kühlschmierstoffe und Korrosionsschutzmittel
- Nummer 5 Biopersistente Fasern
- Nummer 6 Besonders gefährliche krebserzeugende Stoffe:

1. 6-Amino-2-ethoxynaphthalin
2. Bis(chlormethyl)ether
3. Cadmiumchlorid
4. (Chlormethyl)methylether
5. Dimethylcarbamoylchlorid
6. Hexamethylphosphorsäuretriamid
7. 1,3-Propansulton
8. N-Nitrosaminverbindungen (mit Ausnahmen)
9. Tetranitromethan
10. 1,2,3-Trichlorpropan
11. Dimethylsulfat und Diethylsulfat

#### III, zu 11 Abs. 4
für organische Peroxide.

## Kennzeichnung

### Wer?
- Lieferant (§ 5 GefstoffV)
- Arbeitgeber (§ 8 Abs. 4 GefStoffV)

### Wie?
- deutlich und formatgerecht
- haltbar
- in Deutsch
- vollständig

### Womit?
- Bezeichnung (Produktidentifikator, Handelsname)
- Menge
- ggf. gefährliche Inhaltsstoffe
- Gefahrenpiktogramme und Signalwort
- Gefahrenhinweise
- Sicherheitshinweise
- Name, Anschrift und Telefonnummer des Lieferanten